# Kugar
Kugar je open source nástroj na tvorbu reportů z kancelářského balíku KOffice. Vytvořené reporty mohou být zobrazovány a tisknuty.